# Palmarés da Liv Racing
A equipa de ciclismo profissional neerlandês Liv Racing (e suas anteriores denominações) tem tido durante toda a sua história as seguintes vitórias:

## 2017

#### UCI WorldTour
| Datas        | Corridas                      | Vencedora            |
| 7 de junho   | 1.ª etapa do The Women's Tour | Katarzyna Niewiadoma |
| 11 de junho  | The Women's Tour              | Katarzyna Niewiadoma |
| 20 de agosto | Ladies Tour da Noruega        | Marianne Vos         |

#### Calendário UCI Feminino
| Datas         | Corridas                             | Vencedora            |
| 22 de abril   | EPZ Omloop van Borsele               | Riejanne Markus      |
| 27 de abril   | 1.ª etapa da Gracia-Orlová           | Riejanne Markus      |
| 28 de abril   | 2.ª etapa da Gracia-Orlová           | Anouska Koster       |
| 29 de abril   | 3.ª etapa da Gracia-Orlová (CRI)     | Riejanne Markus      |
| 30 de abril   | Gracia-Orlová                        | Riejanne Markus      |
| 7 de maio     | Troféu Maarten Wynants               | Marianne Vos         |
| 13 de maio    | Rabobank 7-Dorpenomloop Aalburg      | Marianne Vos         |
| 14 de maio    | Dwars door de Westhoek               | Valentina Scandolara |
| 28 de maio    | Gooik-Geraardsbergen-Gooik           | Marianne Vos         |
| 15 de julho   | 2.ªb etapa do BeNe Ladies Tour (CRI) | Marianne Vos         |
| 16 de julho   | 3.ª etapa do BeNe Ladies Tour        | Marianne Vos         |
| 16 de julho   | BeNe Ladies Tour                     | Marianne Vos         |
| 6 de setembro | 1.ª etapa do Lotto Belgium Tour      | Marianne Vos         |
| 8 de setembro | 3.ª etapa do Lotto Belgium Tour      | Anouska Koster       |
| 8 de setembro | Lotto Belgium Tour                   | Anouska Koster       |

#### Campeonatos Continentais
| Datas       | Corridas                      | Vencedora    |
| 5 de agosto | Campeonato Europeu em Estrada | Marianne Vos |

## WaowDeals Pro Cycling

### 2018

#### UCI WorldTour
| Datas        | Corridas                             | Vencedora         |
| 19 de maio   | 1.ª etapa da Emakumeen Euskal Bira   | Sabrina Stultiens |
| 13 de julho  | 8.ª etapa do Giro de Itália Feminino | Marianne Vos      |
| 13 de agosto | Postnord Vårgårda WestSweden RR      | Marianne Vos      |
| 17 de agosto | 1.ª etapa do Ladies Tour of Norway   | Marianne Vos      |
| 18 de agosto | 2.ª etapa do Ladies Tour of Norway   | Marianne Vos      |
| 19 de agosto | 3.ª etapa do Ladies Tour of Norway   | Marianne Vos      |
| 19 de agosto | Ladies Tour of Norway                | Marianne Vos      |

#### Calendário UCI Feminino
| Datas         | Corridas                        | Vencedora       |
| 20 de julho   | 1.ª etapa do BeNe Ladies Tour   | Marianne Vos    |
| 22 de julho   | BeNe Ladies Tour                | Marianne Vos    |
| 6 de setembro | 2.ª etapa do Lotto Belgium Tour | Jeanne Korevaar |

#### Campeonatos nacionais
| Datas       | Corridas                                  | Vencedora        |
| 23 de junho | Campeonato de Israel Contrarrelógio (CRI) | Rotem Gafinovitz |

## CCC-Liv

### 2019

#### UCI WorldTour
| Datas        | Corridas                                 | Vencedora    |
| 24 de março  | Troféu Alfredo Binda-Comune di Cittiglio | Marianne Vos |
| 11 de junho  | 2.ª etapa do The Women's Tour            | Marianne Vos |
| 6 de julho   | 2.ª etapa do Giro de Itália Feminino     | Marianne Vos |
| 7 de julho   | 3.ª etapa do Giro de Itália Feminino     | Marianne Vos |
| 11 de julho  | 7.ª etapa do Giro de Itália Feminino     | Marianne Vos |
| 14 de julho  | 10.ª etapa do Giro de Itália Feminino    | Marianne Vos |
| 19 de julho  | La Course by Le Tour de France           | Marianne Vos |
| 23 de agosto | 2.ª etapa do Ladies Tour of Norway       | Marianne Vos |
| 24 de agosto | 3.ª etapa do Ladies Tour of Norway       | Marianne Vos |
| 25 de agosto | 4.ª etapa do Ladies Tour of Norway       | Marianne Vos |
| 25 de agosto | Ladies Tour of Norway                    | Marianne Vos |

#### Calendário UCI Feminino
| Datas          | Corridas                                                      | Vencedora        |
| 4 de maio      | 2.ª etapa do Tour de Yorkshire                                | Marianne Vos     |
| 4 de maio      | Tour de Yorkshire                                             | Marianne Vos     |
| 11 de maio     | 1.ª etapa do Festival Elsy Jacobs                             | Marta Lach       |
| 30 de julho    | Emakumeen Nafarroako Klasikoa                                 | Ashleigh Moolman |
| 13 de setembro | 1.ª etapa do Tour Cycliste Féminin International de l'Ardèche | Marianne Vos     |
| 14 de setembro | 2.ª etapa do Tour Cycliste Féminin International de l'Ardèche | Marianne Vos     |
| 15 de setembro | 3.ª etapa do Tour Cycliste Féminin International de l'Ardèche | Marianne Vos     |
| 18 de setembro | 6.ª etapa do Tour Cycliste Féminin International de l'Ardèche | Marianne Vos     |
| 19 de setembro | 7.ª etapa do Tour Cycliste Féminin International de l'Ardèche | Marianne Vos     |
| 19 de setembro | Tour Cycliste Féminin International de l'Ardèche              | Marianne Vos     |

#### Campeonatos nacionais
| Datas          | Corridas                               | Vencedora        |
| 9 de fevereiro | Campeonato da África do Sul em Estrada | Ashleigh Moolman |

#### Jogos Panafricanos
| Datas        | Corridas                                | Vencedor         |
| 26 de agosto | Jogos Panafricanos Contrarrelógio (CRI) | Ashleigh Moolman |

### 2020

#### UCI WorldTour
| Datas          | Corridas                             | Vencedora    |
| 13 de setembro | 3.ª etapa do Giro de Itália Feminino | Marianne Vos |
| 15 de setembro | 5.ª etapa do Giro de Itália Feminino | Marianne Vos |
| 16 de setembro | 6.ª etapa do Giro de Itália Feminino | Marianne Vos |

#### Campeonatos nacionais
| Datas          | Corridas                                         | Vencedora        |
| 6 de fevereiro | Campeonato da África do Sul Contrarrelógio (CRI) | Ashleigh Moolman |
| 8 de fevereiro | Campeonato da África do Sul em Estrada           | Ashleigh Moolman |
| 22 de agosto   | Campeonato da Polónia em Estrada                 | Marta Lach       |

## Liv Racing

### 2021

#### UCI WorldTour Feminino
| Datas         | Corridas                                      | Vencedora      |
| 25 de agosto  | 1.ª etapa do Simac Ladies Tour                | Alison Jackson |
| 5 de setembro | 4.ª etapa da Ceratizit Challenge by La Vuelta | Lotte Kopecky  |

#### UCI ProSeries
| Datas      | Corridas                               | Vencedora     |
| 28 de maio | 4.ª etapa do Tour de Turingia feminino | Lotte Kopecky |

#### Calendário UCI Feminino
| Datas          | Corridas                            | Vencedora        |
| 2 de março     | Le Samyn                            | Lotte Kopecky    |
| 25 de junho    | 3.ª etapa do Lotto Belgium Tour     | Lotte Kopecky    |
| 25 de junho    | Lotto Belgium Tour                  | Lotte Kopecky    |
| 17 de setembro | 1.ª etapa do Trophée des Grimpeuses | Lotte Kopecky    |
| 15 de outubro  | La Classique Morbihan               | Sofia Bertizzolo |

#### Campeonatos nacionais
| Datas          | Corridas                                   | Vencedora      |
| 16 de junho    | Campeonato da Bélgica Contrarrelógio (CRI) | Lotte Kopecky  |
| 20 de junho    | Campeonato da Bélgica em Estrada           | Lotte Kopecky  |
| 10 de setembro | Campeonato do Canadá Contrarrelógio (CRI)  | Alison Jackson |
| 12 de setembro | Campeonato do Canadá em Estrada            | Alison Jackson |

## Liv Racing Xstra

### 2022

#### Calendário UCI Feminino
| Datas      | Corridas                                     | Vencedora        |
| 5 de março | 3.ª etapa do EasyToys Bloeizone Fryslân Tour | Rachele Barbieri |
| 14 de maio | Omloop der Kempen Ladies                     | Rachele Barbieri |

#### Campeonatos nacionais
| Datas       | Corridas                                 | Vencedora        |
| 25 de junho | Campeonato da República Checa em Estrada | Tereza Neumanová |